# Polna (potok)
Polna (niem. Schönthaler Wasser, Dolna, Jesionka, 435–690 m n.p.m.) – potok w Masywie Śnieżnika, w Sudetach.
Potok długości 5,8 km swoje źródła ma na południowym stoku wzniesienia Urwista, na wysokości 690 m n.p.m. w lesie świerkowym regla dolnego, przepływa przez miejscowość Dolnik i uchodzi w centrum miejscowości Międzylesie na wysokości 435 m n.p.m.